# Ала ад-дин Алам-шах
Ала ад-дин Алам-шах (ум. июнь 1478, Бадаюн) — четвертый и последний султан Дели из династии Сайидов в 1445—1451 годах.

## Биография
Ала ад-дин Алам-шах был сыном султана Мухаммад-шаха (1434—1445), унаследовавший делийский престол после его смерти. Взойдя на трон, Алам-шах столкнулся с широкой оппозицией со стороны знати и противодействием его власти со стороны делийских сановников его собственного правительства. Не сумев утвердить свой авторитет в Дели, Алам-шах в 1448 году перенёс свою резиденцию в Бадаюн, фактически самоустранившись от управлением государством.
Делийская знать, не желавшая подчиняться министрам султана, призвала из Пенджаба одного из афганских вождей — Бахлула Лоди, который и возглавил центральное правительство в Дели. В 1451 году Бахлул Лоди провозгласил себя султаном Дели. Низложенный Ала ад-дин Алам-шах продолжал управлять Бадаюном и прилегающими территориями вплоть до своей смерти в июне 1478 года.